# أمراض الجلد الفيروسية
الجلد هو العضو الذي يغطي الجسم البشري وأجسام كثير من الحيوانات الأخرى. ووظيفة الجلد الرئيسية في الإنسان هي حماية الجسم ويعتبر أحد خطوط الدفاع ضد الجراثيم، والجلد يحمي الجسم من خلال خصائصه الفيزيائية فهو يكاد يكون مقاومًا للبلل تمامًا، ويمنع نفاذ السوائل التي تغمر أنسجة الجسم. في بعض الأحيان يصاب الجلد نفسه. تحدث الالتهابات الجلدية من خلال مجموعة واسعة من الجراثيم، ويمكن أن تختلف الأعراض من معتدلة إلى خطيرة. قد تكون العدوى الخفيفة قابلة للعلاج باستخدام الأدوية التي لا تستلزم وصفة طبية وباستخدام العلاجات المنزلية، في حين أن الإصابات الأخرى قد تتطلب عناية طبية.
يعدّ الفيروس أحد الكائنات الدقيقة الممرضة للإنسان، وهي كائنات لا تستطيع التكاثر والانقسام إلا عند دخولها إلى داخل الخلايا واستخدامها لعضيات الخلية وإمكانياتها لتقوم بمضاعفة الحمض النووي الخاص بها بدلًا من الحمض النووي للخلية، وهناك طرقٌ عدة لانتشار الفيروسات وانتقالها ووصولها للإنسان منها يتمّ عن طريق التنفس أو عن طريق الإتصال الجنسي أو عن طريق ملامسة الأسطح الملوث أو عن طريق الجروح في الجلد، وقد تصيب الفيروسات أنسجة الجسم المختلفة باختلاف نوعها.
تحدث الحالات الجلدية المرتبطة بالفيروس عن طريق مجموعتين رئيسيتين من الفيروسات - (فيروس دي أن إيه) و(فيروس حمض نووي ريبوزي) - وكلاهما طفيلي داخل خلوي.
هناك العديد من الالتهابات الجلدية الفيروسية وهي تتراوح بين الأمراض المشهورة والنادرة ومن المعتدلة إلى الشديدة ومن تلك التي تسبب العدوى الجلدية فقط لتلك الأمراض المرتبطة بأجهزة الجسم المختلفة.

## أشهر أمراض الجلد الفيروسية
- فيروس الحلأ البسيط

ينتقل الفيروس بشكل أفقي من شخص لآخر عبر الاتصال القريب عبر التماس الجلدي واللعاب وإفرازات الجهاز التناسلي، ويكون الانتقال أكثر قابلية للحدوث في وجود النفطة (الآفة الجلدية) بالرغم من أن طرح الفيروس من المصاب ممكن في غياب النفطة.
قد يحدث الإنقال العمودي (من الأم إلى الجنين) أثناء الحمل وغالبا ما يحدث أثناء عملية الولادة، يحدث الانتقال العمودي للفيروس وقت مرور الجنين بقناة الولادة وتنخفض احتمالية حدوث العدوى في غياب الأعراض المرضية وغياب النفطات، وتشكل عدوى فيروس الحلأ البسيط خطراً مميتاً للجنين (حتى مع المعالجة) نظراً لعدم اكتمال نضج جهازه المناعي ، قد تؤدي العدوى لدى حديثي الولادة إلى التهاب فيروسي دماغي قد يسبب تلفاً بالغاً للدماغ.
- الهربس النطاقي[7]

يصيب المرض الأطفال وهو أكثر شيوعا وانتشارا لدى البالغين وخصوصا كبار السن. ويعتبر هذا المرض من الأمراض المعدية خاصة فيروس العنقز. وينتقل المرض من المنطقة الموبوءة من الجلد ومن الأنف والحنجرة، وأي شخص أصيب بالعنقز يكون معرضاً للإصابة بالحزام الناري أكثر من غيره في كل الجنسين. ويكون هذا المرض أكثر خطرا عند المرضى ضعيفي المناعة، حيث يظهر الطفح على شكل حويصلات في أكثر من مكان وقد يؤثر الفيروس على الأعضاء الداخلية بما فيها الجهاز التنفسي والرئتان والدماغ.
- المليساء المعديةالمليساء المعدية

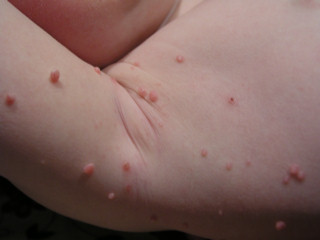
المليساء المعدية

ينتشر الفيروس عادة عن طريق الاتصال من الجلد إلى الجلد. ويشمل هذا الاتصال الجنسي أو لمس أو خدش المطبات ثم لمس الجلد. الفيروس يمكن أن ينتشر من جزء واحد من جسد إلى آخر، أو إلى أشخاص آخرين. الفيروس يمكن ان ينتشر بين الأطفال في الحضانة أو في المدرسة. تكون المليساء المعدية معدية حتى تنتهى البقع الجلدية.
- الثؤلول

عبارة عن أورام جلدية حميدة ومعدية تصيب طبقات الجلد العليا، وهي تحدث بسبب الإصابة بفيروس الورم الحليمي واختصاره فيروس الورم الحليمي البشري وهو فيروس الورم الحليمي البشري، ويوجد من ذلك الفيروس 130 نوعا معروفا معظمهم يسببون ثآليل جلدية شائعة، وهو عبارة عن نتوء خشن الملمس وصلب ينمو على سطح الجلد ويظهر بعدة أشكال وأحجام وأعداد وغالبا ما يكون بنفس لون الجلد، وينمو مرض عين السمكة على شكل كتل تشبه القنبيط الصغير وهو يصيب جميع الأعمار والأجناس وهي شائعة بين طلاب المدارس وتبلغ مدة الحضانة للفيروس ما بين الشهر والسنة بمعدل شهرين أو ثلاثة واسم عين السمكة هو مجرد اسم 'عامى' وهو الأكثر انتشارا لهذا المرض ولكن اسمه العلمى باللغة العربية هو الثآليل واسمه العلمى باللغة الإنجليزية هو Warts
ما يلي هو مجموعة موجزة مختارة من الالتهابات الجلدية الفيروسية الهامة.
طفح فيروسي غير محدد
هو طفح واسع الانتشار يصاحبه أعراض شائعة للعدوى الفيروسية، مثل الحمى والصداع والضيق. الطفح عادة ما يتطور بسرعة. يختلف في مظهره ولكن عادة ما يأخذ شكل ثوران حمامي بقعي.
طفح فيروسي محدد
- عدوى فيروس ألفا
- هربس ب (فيروس)
- شيكونغونيا
- ثؤلول تناسلي
- متلازمة الحصبة الألمانية الخلقية
- جدري البقر
- فيروس مضخم للخلايا
- حمى الضنك (حمى كسر العظام)
- هربس نطاقي
- إكزيما بسيطة منتثرة
- الرجل الشجرة
- المرض الخامس
- وقس متعمم
- هربس تناسلي (هربس الأعضاء التناسلية)
- ورم لقمي عملاق مؤنف
- مرض اليد والقدم والفم
- التهاب الكبد ب
- التهاب الكبد C
- الخناق الحلائي
- هربس
- التهاب القرنية بفيروس الهربس البسيط
- هربس
- داحس هربسي
- جدري النسناس
- فيروس تي- الليمفاوي البشري من النوع الأول
- متلازمة استنشاء المناعة الالتهابية (متلازمة الشفاء المناعي)
- كثرة الوحيدات العدوائية (الحمى الغدية)
- هربس نطاقي (استجابة النظائر)
- هربس بسيط وليديغرنة كابوزي
- كابوسي ساركوما
- حمى لاسا
- قرحة ليبشوتز
- حصبة
- لقاح جدري الماء
- مليساء معدية
- ثؤلول راحي إخمصي
- هربس بسيط وليدي
- أرف
- هربس الشفة
- ثؤلول مصطبغ

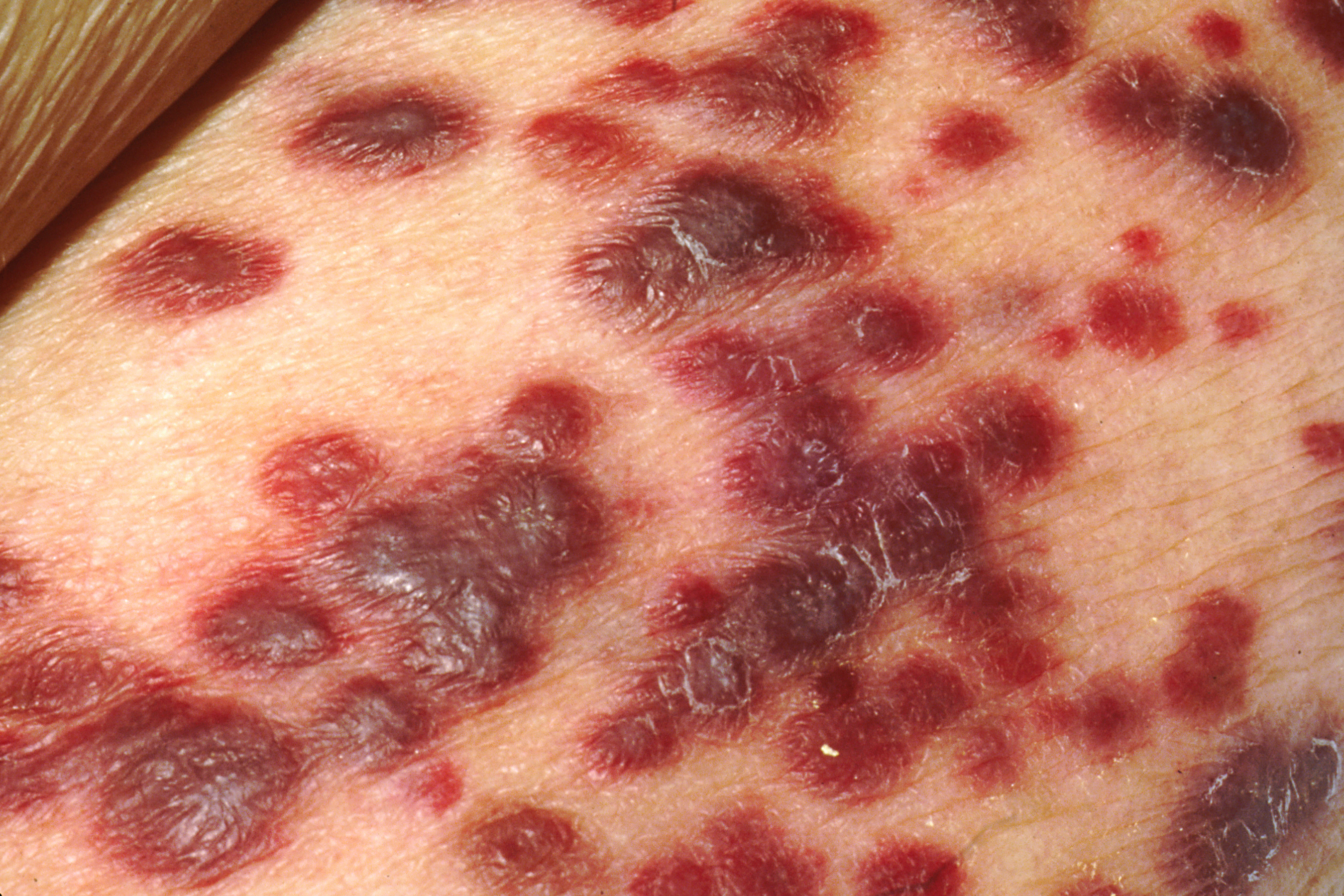
غرنة كابوزي

- ألم عصبي تال للهربس (آلام مرتبطة بالنطاش)
- ورام حليمي بالحنجرة جدري الماء
- حمى الوادي المتصدع

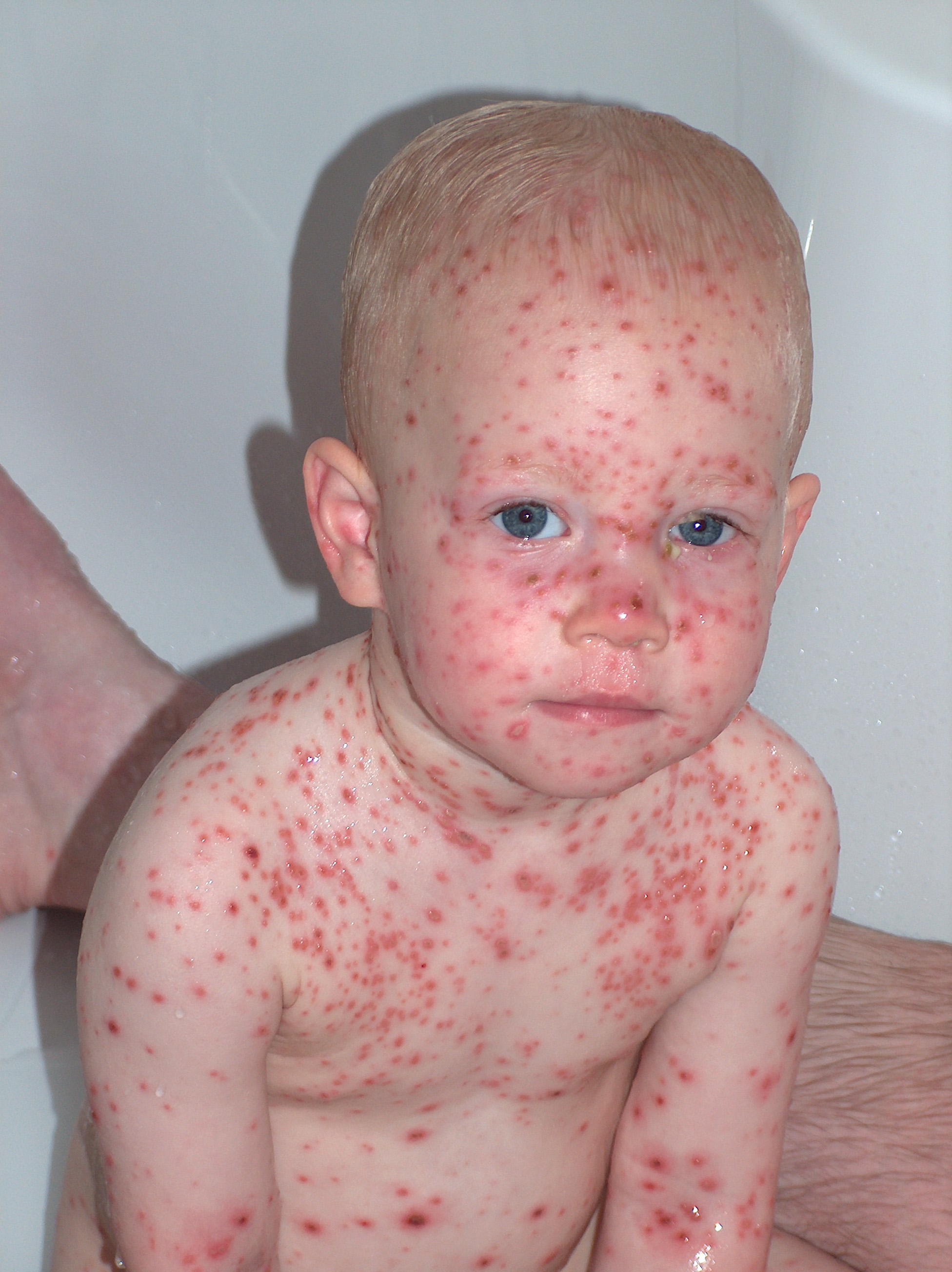
جدري الماء

- طفح وردي (طفح مفاجئ، المرض السادس)
- حصبة ألمانية
- حمى باباتاسية
- فاريسيلا (جدري الماء)
- جدري
- ثؤلول مسطح)
- ثؤلول إخمصي
- ثؤلول
- متلازمة الهزال
- حمى غرب النيل
- هربس نطاقي (الهربس النطاقي، القوباء المنطقية)
- هربس نطاقي

## الوقاية من أمراض الجلد
هناك عدة طرق لتقليل فرص الإصابة بعدوى الجلد منها:
- غسل اليدين المتكرر هي واحدة من أفضل الطرق.
- التغذية السليمة ( للحفاظ على مناعة الجسم لتكون قادرة على التصدي ضد الفيروسات والأمراض المختلفة ).
- تجنب أشعة الشمس الضارة، وتجنب التواجد في الأماكن الحارة من حيث درجات الحرارة المختلفة.
- ترطيب الجلد الجاف بشكل يومي، وذلك من خلال الالتزام بروتين يومي للعناية بالبشرة والجلد.
- عدم ارتداء الملابس المصنوعة من الألياف الصناعية والتي تسبب الحساسية.

## تشخيص أمراض الجلد الفيروسية
تعد أمراض الجلد كثيرة ومتنوعة، وقد تنتج عن مسببات عدة منها الفيروسات والبكتيريا والفطريات وغيرها، لذلك غالبًا ما يعدّ تشخيصها صعبًا نوعًا ما، ويستند الطبيب في تشخيص أمراض الجلد الفيروسية على كلٍّ من:
- التشخيص السريري للمريض، فيقوم بفحص الجلد المصاب ومظاهر الالتهاب الظاهرة، وغالبًا ما يقوم الطبيب بالتشخيص بالاعتماد على مكان الالتهاب ومدى انتشاره والأعراض المرافقة له.
- أخذ مسحة من الجلد ودراستها في المختب، وهي من طرق التشخيص الدقيقة.

## العلاج

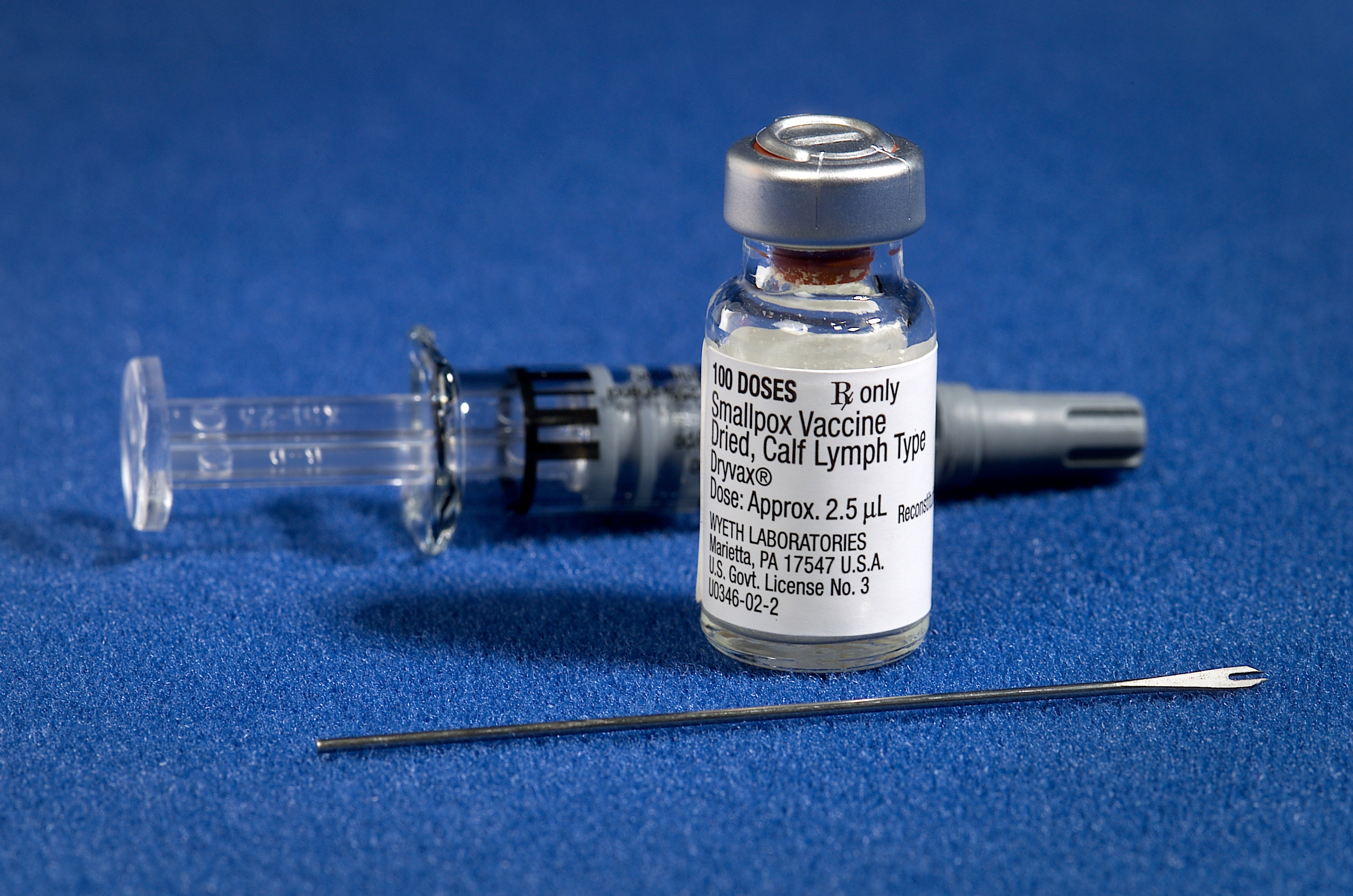
مكونات عدة التطعيم ضد الجدري وتشمل سائل التخفيف وإبرة ذات شعبتين.

بما أن الفيروسات تستخدم المسارات الأيضية الحيوية داخل الخلايا المضيفة من أجل تكرارها فالقضاء عليها يكون صعب من دون استخدام عقاقير تتسبب في آثار سامة للخلايا المضيفة بصفة عامة. النهج الطبي الأكثر فعالية ضد الأمراض الفيروسية هو التلقيح من أجل توفير الحصانة ومضادات الفيروسات التي تتدخل بشكل انتقائي مع تكاثر الفيروس.
التطعيم هو وسيلة رخيصة وفعالة للوقاية من عدوى الفيروسات. لقد تم استخدام القاحات لمنع العدوى الفيروسية قبل وقت طويل من اكتشاف الفيروسات الفعلية، أدى استخدامها إلى انخفاض كبير في معدلات الاعتلال (المرض) والوفيات المرتبطة بالعدوى الفيروسية مثل الحصبة والنكاف والحصبة الألمانية. لقد تم استئصال الجدري. القاحات متوافرة لمنع العدوى الفيروسية للبشر أكثر من ثلاثة عشر وتستخدم بشكل أوسع لمنع العدوى الفيروسية لدى الحيوانات.
يمكن للقاحات أن تتكون من فيروسات حية موهنة، ميتة أو بروتينات فيروسية (مستضدات). اللقاحات التي تحتوي على نماذج حية ضعيفة من الفيروس لا تسبب المرض لكنها مع ذلك تمنح الحصانة وتسمى هذه الفيروسات بالفيروسات الموهنة. يمكن أن تكون اللقاحات الحية خطرة عندما تعطى لأشخاص يعانون من ضعف جهازهم المناعي، لأن الفيروس الموهن قد يسبب المرض الأصلي.